# Kriegergedächtniskapelle Garmisch

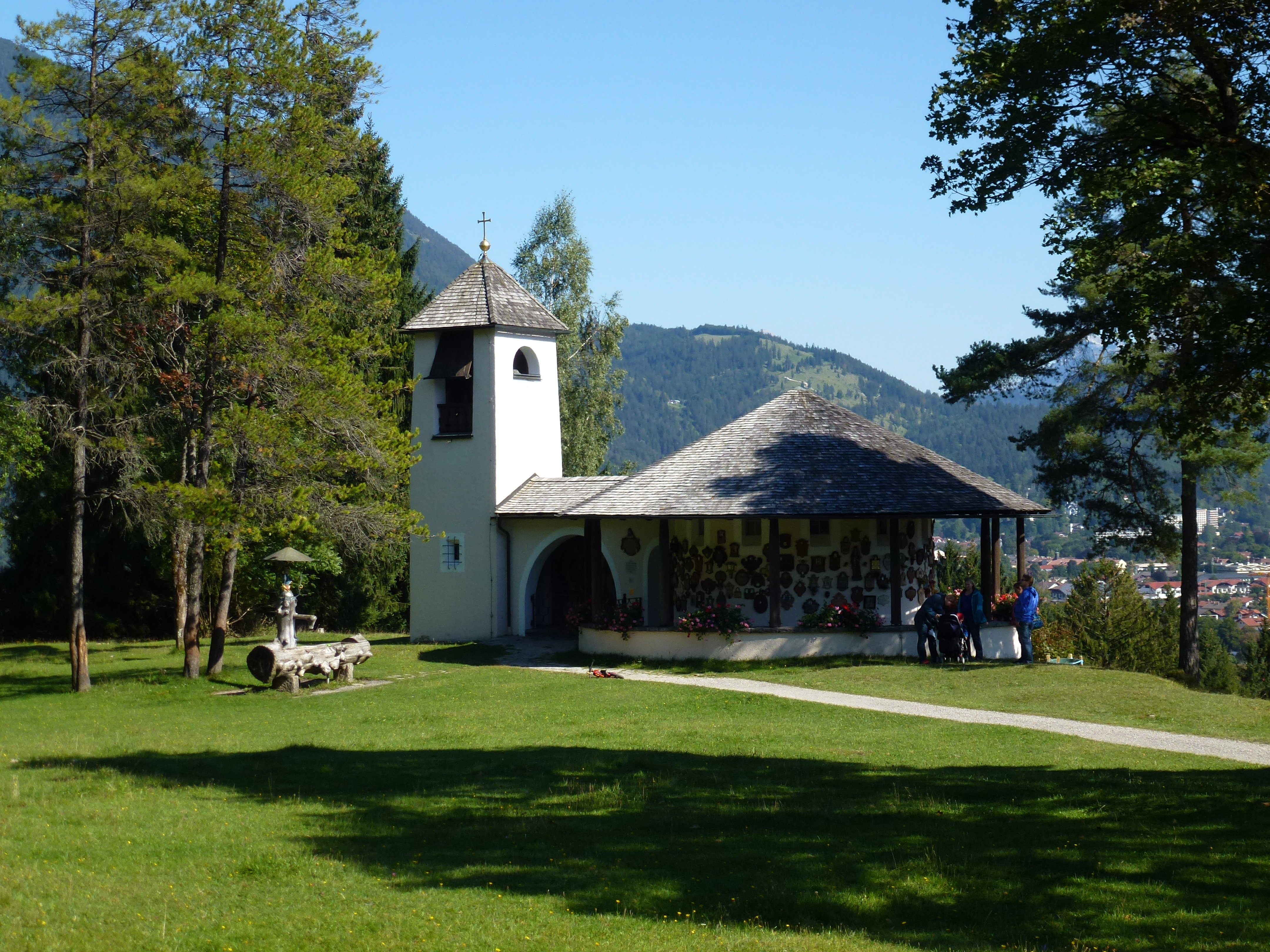
Die Kapelle

Die Kriegergedächtniskapelle Garmisch ist eine Gedenkstätte am Kramerplateauweg im Markt Garmisch-Partenkirchen in Oberbayern.
Das Gebäude ist auf Basis des Bayerischen Denkmalschutzgesetzes vom 1. Oktober 1973 ein Baudenkmal, die Akten-Nummer lautet D-1-80-117-306.
Der Volkstrachtenverein Garmisch errichtete im Jahr 1952 für alle Gefallenen und Vermissten des Zweiten Weltkrieges die Kriegergedächtniskapelle Garmisch. Sie liegt auf einem Plateau nordwestlich von Garmisch-Partenkirchen am Fuße des Kramers. Oberhalb befindet sich die Berggaststätte St. Martin. Den Kegeldachbau mit Umgang und campanileartigem Zeltdachturm errichtete Hans Ostler.
In der Nacht vom 13. zum 14. Mai 2006 verwüsteten Unbekannte die Gedenkstätte. Unter anderem zerstörten sie zahlreiche Namenstafeln und beschmierten die Wände. Die Kriegergedächtniskapelle konnte jedoch mit Hilfe von Spendengeldern kurze Zeit darauf wieder renoviert werden.